# خالکوبی (فیلم ۲۰۱۴)
«خالکوبی» (انگلیسی: Tattoo (2014 film)) یک فیلم است که در سال ۲۰۱۴ منتشر شد.